# Stopa błędów
Stopa błędów, poziom błędów, współczynnik błędów – wskaźnik, który określa liczbę błędnie przesłanych danych do wszystkich przesłanych danych. Danymi mogą być bity, bloki lub pakiety.
Wyróżnia się następujące sposoby definiowania stopy błędów:
- BER (ang. Bit Error Rate) – bitowa stopa błędów,
- PER (ang. Packet Error Rate) – pakietowa stopa błędów,
- BLER (ang. BLock Error Rate) – blokowa stopa błędów.

## BER
Bit Error Rate (pol. bitowa stopa błędów) – w telekomunikacji, współczynnik liczby błędnie przesłanych bitów do całkowitej liczby przesłanych bitów. Jest najczęściej wyrażany w notacji naukowej np. 2 błędne bity ze 100 000 bitów ogólnego transferu zapisuje się jako:
{\displaystyle 2\,{\text{x}}\,10^{-5}.}
Niektóre programy mogą wyświetlać tę wartość w notacji inżynierskiej:
{\displaystyle 2{\text{e-05}}.}
Przy dobrym jakościowo połączeniu BER powinien być mniejszy od {\displaystyle 10^{-6}} (dla transmisji danych) lub {\displaystyle 10^{-3}} (dla transmisji sygnału mowy). Czas testowy dla poszczególnych szybkości łącza wynosi:
| Przepustowość (standard)       | Czas [s] |
| ------------------------------ | -------- |
| 40 Gbit/s (STM-256 lub OC-768) | 1        |
| 10 Gbit/s (STM-64 lub OC-192)  | 3        |
| 2,5 Gbit/s (STM-16 lub OC-48)  | 12       |
| 622 Mbit/s (STM-4c lub OC-12)  | 48       |
| 155 Mbit/s (STM-1 lub OC-3)    | 182      |
| 64 Mbit/s (STM-1 lub stnd)     | 364      |
Czas ten może być wyliczony ze wzoru:
{\displaystyle t=-{\frac {\ln(1-c)}{b\cdot r}}}
gdzie:
{\displaystyle c} – poziom ufności,
{\displaystyle b} – górne ograniczenie BER,
{\displaystyle r} – ilość bitów.